# Silikat
Silikat, kemisk förening av kisel och syre (SixOy), en eller flera metaller och ibland väte. Silikat kan också syfta på salter av kiseldioxid (SiO2), en kiselsyra (H4SiO4) eller (inom mineralogi och astronomi) en bergart som främst består av silikatmineral.
Silikater bildas genom att man i kiselsyran byter ut väte mot en eller flera metaller. Bland de naturligt förekommande silikaterna är fältspat, glimmer och hornblände de vanligaste.
Under normala betingelser är kiseldioxid i form av mineralet kvarts, som alltid innehåller en liten mängd kiselsyra, den mest stabila formen av silikater. Kemister betraktar kvarts som olöslig under normala atmosfäriska förhållanden. Under basiska förhållanden förekommer H2SiO42−.

## Silikatmineral
I olika silikatmineral bildar tetraedrar enkelkedjor, dubbelkedjor, lager och tredimensionella strukturer. Silikatmineralen klassificeras efter dessa strukturer:
- Olivin (enkla tetraedrar) - nesosilikater
- Epidot (dubbla tetraedrar) - sorosilikater
- Turmalin (ringar av tetraedrar) - cyklosilikater
- Pyroxen (enkla kedjor) - inosilikater
- Amfibol (dubbla kedjor) - inosilikater
- Fältspat (nätverk) - tektosilikater
- Kvarts (nätverk av SiO2)